# Socialistiska enhetspartiet
Socialistiska enhetspartiet (finska: Sosialistinen yhtenäisyyspuolue) var under åren 1946–1955 ett socialistiskt politiskt parti i Finland. 
Socialistiska enhetspartiet bildades i mars 1946 av socialdemokrater som opponerade sig mot den så kallade vapenbrödrafalangen (vapenbrödrasocialisterna) inom socialdemokratiska partiet. Partiet samarbetade inom Demokratiska förbundet för Finlands folk (DFFF) till 1954, då man lämnade detta förbund, på grund av att Finlands kommunistiska parti (FKP) inte önskade delta i parlamentariska kompromisser, och verksamheten upphörde 1955. Partiets medlemmar bestod till största delen av personer från socialdemokraternas vänsterfalang. 
I Socialistiska enhetspartiet var en rad tidigare framstående socialdemokrater medlemmar, däribland Mauno och Eino Pekkala, Johan Helo, Cay Sundström, Yrjö Räisänen, Ensio Hiitonen, Sylvi-Kyllikki Kilpi, Yrjö Ruutu och Väinö Meltti. De socialdemokrater som kandiderade för Finlands riksdag inom DFFF i valet 1945 samlade omkring 125 000 röster. Partiet hade 1951–1954 fyra representanter i riksdagen.

## Ordförande
- 1946–1948 Jaakko William Keto
- 1948–1955 Atos Wirtanen